# Acronicta tonitra
Acronicta tonitra är en fjärilsart som beskrevs av Smith 1908. Acronicta tonitra ingår i släktet Acronicta och familjen nattflyn. Inga underarter finns listade i Catalogue of Life.